# Maja Marijana

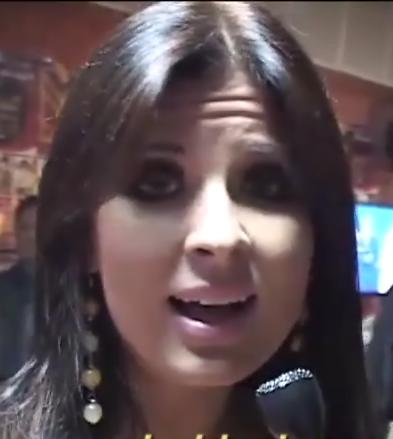

Maja Marijana (kyrillisch: Маја Маријана, mit bürgerlichem Namen: Marijana Radovanović; kyrillisch: Маријана Радовановић, * 9. November 1972 in Belgrad) ist eine serbische Folk-/Turbo-Folk-Sängerin, die insbesondere in den Nachfolgestaaten Jugoslawiens bekannt ist.

## Leben und Karriere
Maja Marijana  wurde 1992 durch kleine Auftritte in serbischem TV bekannt. Sie veröffentlichte insgesamt 10 Alben. Ihre größten Hits sind Napraviću lom, Rođena za flert, Žena zmija, Bio mi je dobar drug und Crni panter. Ein weiterer großer Erfolg war der Song Haos (Chaos) gesungen im Duett mit Denis Bjelosevic. Der Song wurde zum Sommerhit 2010.
Maja Marijana lebt mit ihrem Ehemann in Belgrad. Sie ist Mutter von zwei Töchtern.

## Diskografie

### Alben
- 1992: Ja Nisam Devojka Lutalica
- 1993: Bio Mi Je Dobar Drug
- 1995: Posle Nas
- 1996: Vrati Se, Rođeni
- 1997: Pukni Srce
- 1999: Vučica
- 2001: И не памтиш
- 2003: Vezanih Očiju
- 2005: Škorpija
- 2008: Žena Zmija

### Singles (Auswahl)
- 1992: Moj Dečko
- 1993: Bio Mi Je Dobar Drug
- 1995: Lagacu a plakacu
- 1995: Otvori Karte
- 1999: Il Me Ljubi, Il Me Ubi
- 2003: Vezanih Očiju
- 2005: Napraviću Lom
- 2005: Ona Dobro Zna
- 2006: Crni Panter
- 2008: Žena Zmija
- 2008: Rođena Za Flert
- 2010: Haos